# Jean Bodart
Jean Bodart (17 januari 1942 te Rosée, 27 november 2011 te Hoei) was een Belgisch voetballer. Hij speelde op de positie van doelman.
Bodart speelde 4 seizoenen in de Belgische Eerste Klasse en 4 seizoenen Tweede Klasse, achtereenvolgens bij Tilleur FC (1961-1968) en Club Luik (1968-1969) en ging daarna naar vierdeklasser Blegny FC (1969-1973) als speler-trainer en vervolgens naar Stade Waremmien (1973-1975).Hij speelde 92 wedstrijden in Eerste Klasse.
Jean Bodart is de vader van ex-Rode Duivel, en eveneens doelman, Gilbert Bodart. Beide waren ook strafschopnemers.